# Анджей Ґіль
Анджей Ґіль (пол. Andrzej Gil; нар. 1 грудня 1963, Люблін) — польський історик і політолог, професор Люблінського католицького університету, коментатор на телебаченні, радіо і в пресі, перекладач наукової літератури.

## Життєпис
Випускник Люблінського католицького університету (1988). У 1999 році здобув докторат, а в 2006 році — габілітацію. Від 2007 року — заступник директора наукових дисциплін Інституту центрально-східної Європи. Працював на кафедрі Східних студій інституту політології Люблінського католицького університету. Цікавиться історією Православної та Унійної церков у Речі Посполитій. Займається аналізом політики держав пострадянського блоку.
Читав лекції в Українському католицькому університеті у Львові та Східноєвропейському національному університеті ім. Лесі Українки в Луцьку.
Автор та співавтор кільканадцяти книг та понад 100 наукових статей, редактор та співредактор наукових публікацій, видавничих серій та часописів.

## Відзнаки
- Срібна медаль «За довголітню службу», Польща (2009).
- Золота медаль «За довголітню службу», Польща (21 грудня 2021)[2].

## Вибрані публікації
- «Prawosławna eparchia chełmska do 1596 roku» (Люблін-Холм 1999),
- «Naddniestrzańska Republika Mołdawska jako element przestrzeni politycznej Europy Środkowo-Wschodniej» (Люблін 2005),
- «Deportacja Ukraińców z Polski w latach 1944—1946 jako problem we współczesnych relacjach polsko-ukraińskich» (Люблін 2004),
- «Chełmska diecezja unicka 1596—1810. Dzieje i organizacja» (Люблін 2005),
- (переклад) Ihor Skoczylas. «Sobory eparchii chełmskiej XVII wieku. Program religijny Slavia Unita w Rzeczypospolitej», перекл. з укр. Анджей Ґіль (Люблін 2008),
- «Kwestia polska w białoruskim dyskursie politycznym. Geneza i teraźniejszość» (Люблін 2009),
- (редактор) «Studia z dziejów i tradycji metropolii kijowskiej XII—XIX wieku», ред. Анджей Ґіль (Люблін 2009),
- (редактор) «Kościół katolicki na Wschodzie w warunkach totalitaryzmu i posttotalitaryzmu», ред. Анджей Ґіль, Вітольд Бобрик (Люблін-Седльце 2010),
- «Unia Lubelska — dziedzictwo wielu narodów», ред. Анджей Ґіль (Люблін 2010),
- «Nacjonalizm i polityka — casus Ukrainy Zachodniej» (Люблін 2011),
- «Генеральні візитації церков і монастирів Володимирської унійної єпархії кінця XVII — початку XVIII століть: книга протоколів та окремі описи», заг. ред. та іст. нарис Анджей Ґіль, Ігор Скочиляс, упоряд. Анджей Ґіль, І. Макевич, Ігор Скочиляс, Ірина Скочиляс (Львів–Люблін 2012),
- «Володимирсько-берестейська єпархія XI—XVIII століть: історичні нариси», співавтор Ігор Скочиляс (Львів 2013),
- «Kościoły wschodnie w państwie polsko-litewskim w procesie przemian i adaptacji: metropolia kijowska w latach 1458—1795», співавтор Ігор Скочиляс (Люблін-Львів 2014).